# A Different Corner
A Different Corner is het tweede solonummer van George Michael, afkomstig van het album "The Final" van Wham!, de popgroep waar Michael op dat moment deel van uitmaakte. Kort na het uitbrengen van A Different Corner ging Wham! uit elkaar.

## Geschiedenis
Michael stond al op nummer 1 in verschillende landen met het nummer Careless Whisper, zijn solo-debuut uit 1984. Hij kwam met A Different Corner weer op #1 in vele landen. Hij werd de eerste zanger die de eerste plaats haalde met zijn twee debuutsingles. Michael was niet helemaal nieuw in de muziekwereld, ook met Wham! voerde hij meerdere malen de hitlijsten aan. A Different Corner was een ander nummer dan de uptempo popnummers van Wham! Het was het begin van een muzikale verandering van Michael.

## Hitnotering
| Hitnotering: 05-04-1986 t/m 05-07-1986 | Hitnotering: 05-04-1986 t/m 05-07-1986 | Hitnotering: 05-04-1986 t/m 05-07-1986 | Hitnotering: 05-04-1986 t/m 05-07-1986 | Hitnotering: 05-04-1986 t/m 05-07-1986 | Hitnotering: 05-04-1986 t/m 05-07-1986 | Hitnotering: 05-04-1986 t/m 05-07-1986 | Hitnotering: 05-04-1986 t/m 05-07-1986 | Hitnotering: 05-04-1986 t/m 05-07-1986 | Hitnotering: 05-04-1986 t/m 05-07-1986 | Hitnotering: 05-04-1986 t/m 05-07-1986 | Hitnotering: 05-04-1986 t/m 05-07-1986 | Hitnotering: 05-04-1986 t/m 05-07-1986 | Hitnotering: 05-04-1986 t/m 05-07-1986 | Hitnotering: 05-04-1986 t/m 05-07-1986 | Hitnotering: 05-04-1986 t/m 05-07-1986 |
| Week                                   | 1                                      | 2                                      | 3                                      | 4                                      | 5                                      | 6                                      | 7                                      | 8                                      | 9                                      | 10                                     | 11                                     | 12                                     | 13                                     | 14                                     |                                        |
| -------------------------------------- | -------------------------------------- | -------------------------------------- | -------------------------------------- | -------------------------------------- | -------------------------------------- | -------------------------------------- | -------------------------------------- | -------------------------------------- | -------------------------------------- | -------------------------------------- | -------------------------------------- | -------------------------------------- | -------------------------------------- | -------------------------------------- | -------------------------------------- |
| Nummer                                 | 22                                     | 13                                     | 9                                      | 3                                      | 2                                      | 2                                      | 1                                      | 2                                      | 2                                      | 4                                      | 6                                      | 8                                      | 16                                     | 28                                     | uit                                    |

| Hitnotering: 05-04-1986 t/m 05-07-1986 | Hitnotering: 05-04-1986 t/m 05-07-1986 | Hitnotering: 05-04-1986 t/m 05-07-1986 | Hitnotering: 05-04-1986 t/m 05-07-1986 | Hitnotering: 05-04-1986 t/m 05-07-1986 | Hitnotering: 05-04-1986 t/m 05-07-1986 | Hitnotering: 05-04-1986 t/m 05-07-1986 | Hitnotering: 05-04-1986 t/m 05-07-1986 | Hitnotering: 05-04-1986 t/m 05-07-1986 | Hitnotering: 05-04-1986 t/m 05-07-1986 | Hitnotering: 05-04-1986 t/m 05-07-1986 | Hitnotering: 05-04-1986 t/m 05-07-1986 | Hitnotering: 05-04-1986 t/m 05-07-1986 | Hitnotering: 05-04-1986 t/m 05-07-1986 | Hitnotering: 05-04-1986 t/m 05-07-1986 | Hitnotering: 05-04-1986 t/m 05-07-1986 |
| Week                                   | 1                                      | 2                                      | 3                                      | 4                                      | 5                                      | 6                                      | 7                                      | 8                                      | 9                                      | 10                                     | 11                                     | 12                                     | 13                                     | 14                                     |                                        |
| -------------------------------------- | -------------------------------------- | -------------------------------------- | -------------------------------------- | -------------------------------------- | -------------------------------------- | -------------------------------------- | -------------------------------------- | -------------------------------------- | -------------------------------------- | -------------------------------------- | -------------------------------------- | -------------------------------------- | -------------------------------------- | -------------------------------------- | -------------------------------------- |
| Nummer                                 | 10                                     | 3                                      | 2                                      | 2                                      | 2                                      | 3                                      | 3                                      | 2                                      | 5                                      | 9                                      | 11                                     | 26                                     | 40                                     | 37                                     | uit                                    |

### NPO Radio 2 Top 2000
| Nummer met noteringen in de NPO Radio 2 Top 2000 | '99 | '00 | '01 | '02 | '03  | '04 | '05  | '06 | '07  | '08 | '09  | '10  | '11  | '12 | '13  | '14  | '15  | '16  | '17 | '18 | '19 | '20 | '21 | '22 | '23 | '24 |
| ------------------------------------------------ | --- | --- | --- | --- | ---- | --- | ---- | --- | ---- | --- | ---- | ---- | ---- | --- | ---- | ---- | ---- | ---- | --- | --- | --- | --- | --- | --- | --- | --- |
| A Different Corner                               | 460 | 813 | 605 | 717 | 1002 | 873 | 1064 | 826 | 1222 | 931 | 1330 | 1265 | 1216 | 658 | 1045 | 1007 | 1243 | 1354 | 564 | 670 | 628 | 552 | 588 | 576 | 487 | 560 |

1. ↑  Een vetgedrukt getal geeft de hoogste notering aan.

## Tracklist
7" single
1. "A Different Corner" - 3:57
2. "A Different Corner" (Instrumentaal) - 4:13

12" single
1. "A Different Corner" - 3:57
2. "A Different Corner" (Instrumentaal) - 4:13